# Rosa nutkana
Rosa nutkana, la rosa nutca, rosa fuerte o rosa salvaje es un arbusto perenne de 2–10 pies (0.61–3.05 m) de altura en la familia de las rosas (Rosaceae).
El nombre de la especie nutca proviene del estrecho de Nutca de la isla de Vancouver, donde se describió la planta por primera vez. Esta planta es nativa de América del Norte Occidental. Hay 2 variedades: la hispida crece en el Intermountain West, desde el este de las Cascadas hasta las Montañas Rocosas, y la nutkana crece en las áreas costeras desde Alaska hasta California, desde el este hasta las Cascadas. El Intercambio Jepson (Flora de California) considera que otras variedades son parte de la variedad nutkana.

## Descripción
Rosa nutkana crece hasta 3 metros, a menudo en matorrales. Tiene folletos pareados de color verde claro con bordes dentados y espinas afiladas en la base. Las espinas son rectas y emparejadas y generalmente aparecen en los nodos. Las flores de 2-3 pulgadas de color rosa (5–8 cm) usualmente se presentan por separado, pero pueden aparecer en grupos de 2 o 3. Las flores, que aparecen a principios del verano, pueden tener una fragancia agradablemente fuerte. Los sépalos son muy largos, más largos que los pétalos, y están constreñidos en el medio. Los frutos (caderas) de la rosa nutca son algo amargos pero comestibles. Se informa que la formación de manchas mitigará en gran medida la amargura y hará que las caderas sean mucho más sabrosas. Solo se debe comer la cáscara ya que las semillas son irritantes.

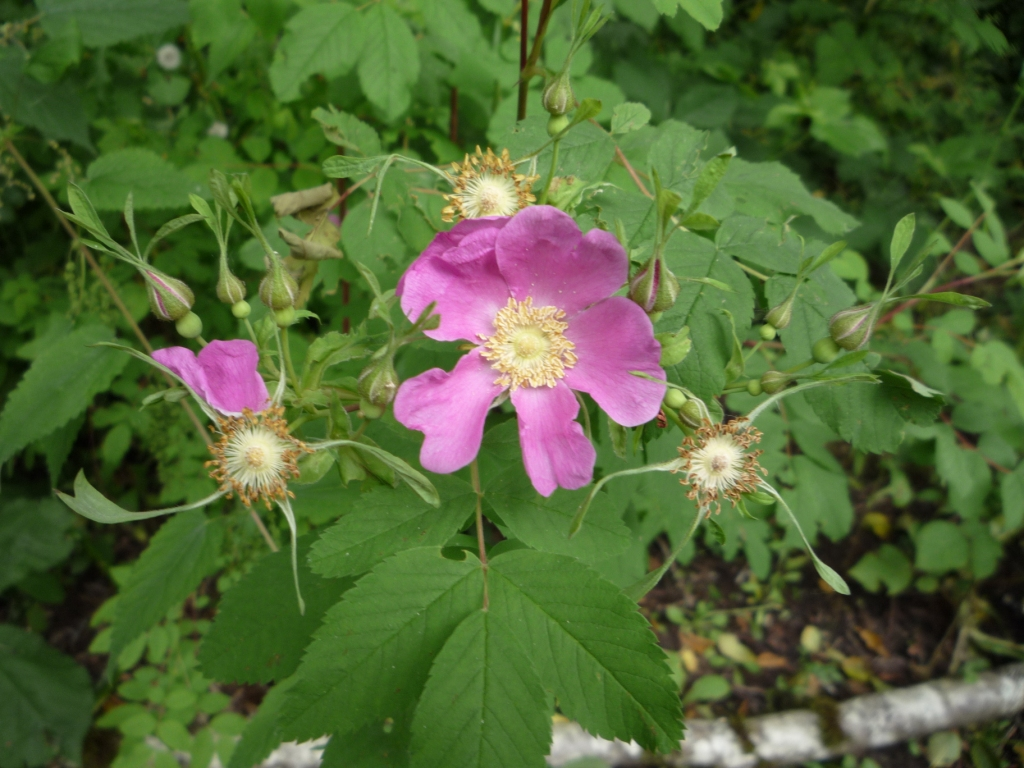
Rosa nutca mostrando sépalos diagnósticos.

## Ecología
La rosa nutca crece en una amplia variedad de hábitats, desde el nivel del mar hasta elevaciones medias. Necesita sol, pero tolera algo de sombra, a menudo creciendo a lo largo de los bordes del bosque. Crece en suelos ribereños húmedos y en suelos glaciares secos. Crece en cercados, setos, pastizales, humedales de arbustos, bosques, praderas y prados.
Los matorrales de rosa nutca proporcionan hábitat y alimento para aves y pequeños animales salvajes. Los ciervos hojean las flores, los tallos jóvenes y las caderas. Se utilizan en los amortiguadores de mitigación de humedales y en el paisajismo de plantas nativas.
R. nutkana alberga avispas que producen agallas de la familia Cynipidae, género Diplolepis, en la clase de insectos Hymenoptera. Dos especies son D. polita, que produce agallas redondeadas de color rojo o verde en las hojas, y D. rosae, la agalla de rosa musgosa, que produce crecimientos grandes, musgosos, plumosos, verdosos o amarillentos en los tallos.

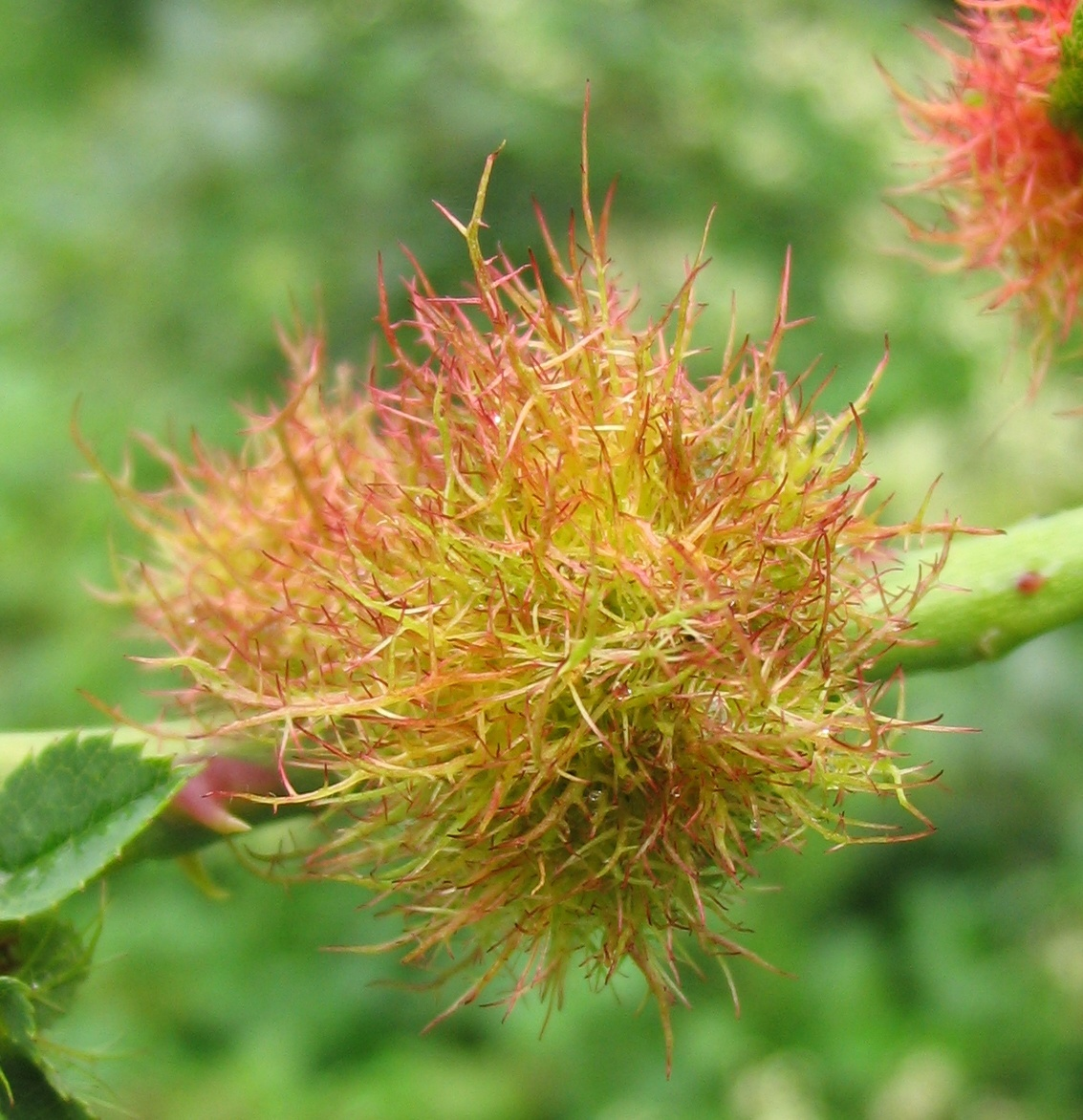
Musgo de rosa

## Usos
Rosa nutkana fue utilizada con fines medicinales por un gran número de pueblos indígenas para tratar una amplia variedad de dolencias, y también ceremonialmente, en artesanías y como fuente de alimentos.
La rosa nutca sirve como anfitrión larval de la capa de luto y las mariposas de pelo gris.
La rosa nutca puede propagarse a partir de semillas, aunque la germinación es irregular. También se pueden utilizar esquejes de madera dura y chupadores de raíces.
Hay varios cultivares de rosas ornamentales de R. nutkana, incluyendo 'Cantab' (Hurst 1939), 'Mander's Nutkana # 1' (1983), 'Moore's Nutkana' y 'Schoener's Nutkana' (1930).